# FN-bakelse

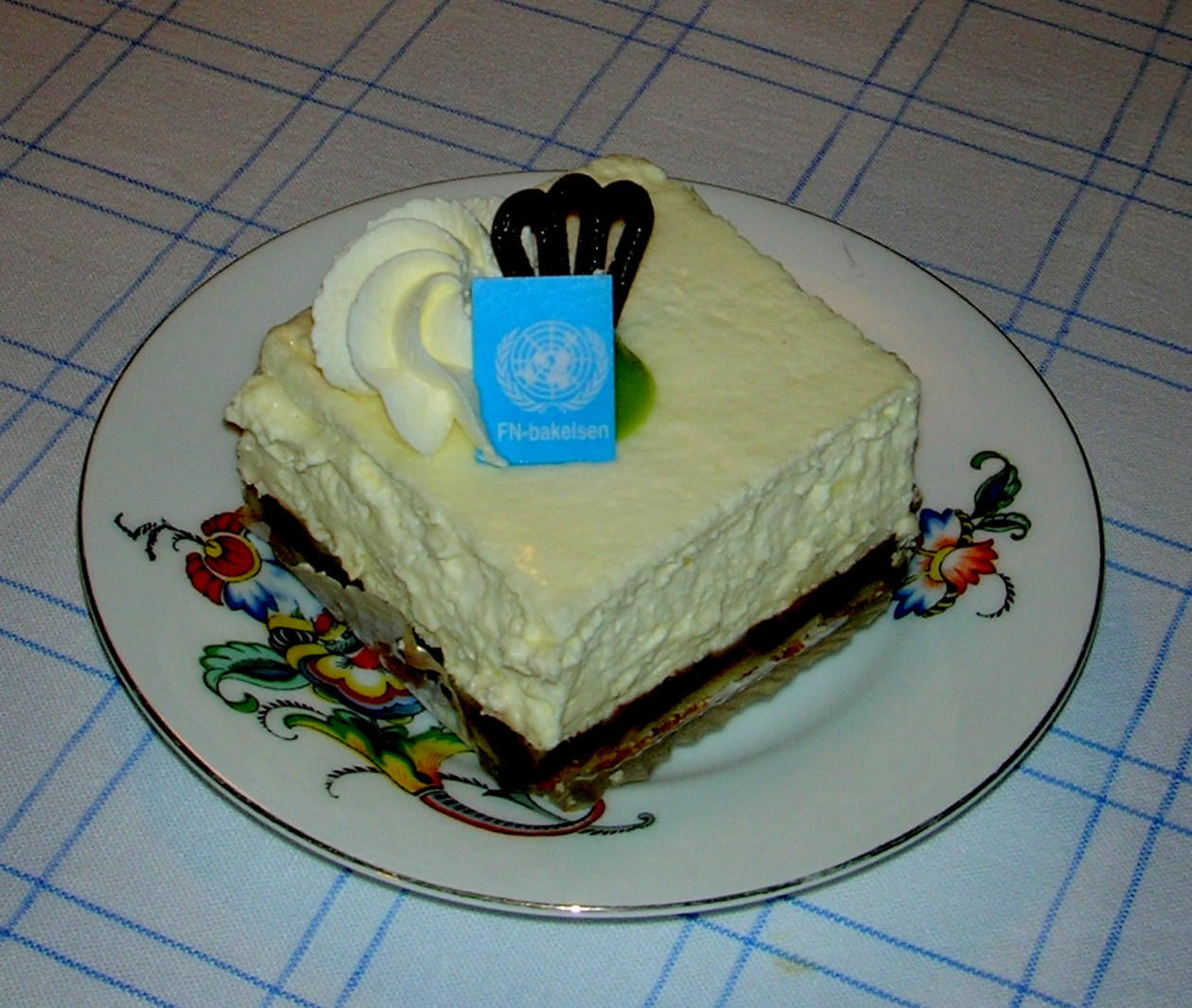
En FN-bakelse från 2009.

FN-bakelse är ett bakverk som säljs på konditorier i Sverige i anslutning till FN-dagen den 24 oktober. Traditionen startade 2005.
Bakelsen tjänar som en manifestation för FN-tanken om globalt samarbete och inbringar pengar till FN:s humanitära arbete. År 2008 gick 3,50 kr per såld bakelse till att stödja kampanjen "Röj-en-mina". För att få tillstånd att kallas äkta FN-bakelse måste bakelsen vara försedd med ett FN-märke.
Den första FN-bakelsen komponerades av konditor Mattias Ljungberg för Förenta nationernas 60-årsjubileum år 2005. Bakelsen bestod av en chokladbotten, en citroncurd, en yoghurtmousse och en patabomb.
En ny FN-bakelse lanserades 2010, efter en tävling mellan sju konditorier.  På mässan GastroNord i Stockholm den 22 april 2010 presenterades det vinnande bidraget. Upphovsmännen var landslagsbagaren Tobias Bergstrand och Cedrik Lavenant Riddarbageriet. Den nya FN-bakelsen innehåller bland annat äppelmust och kakaonibs.